# Łokomotiw Gorna Orjachowica
FK Łokomotiw Gorna Orjachowica (bułg. ФК Локомотив Горна Оряховица) – bułgarski klub piłkarski, grający w Wtora PFL, mający siedzibę w mieście Gorna Orjachowica.

## Historia
Klub został założony w 1932 roku jako Zeleżniczarski Sporten Kłub (Kolejowy Klub Sportowy). W 1944 roku klub połączył się z SC Borisław tworząc ZSK Borisław. Od 1945 roku klub nosi obecną nazwę Łokomotiw Gorna Orjachowica. W sezonie 1962/1963 Łokomotiw zwyciężył w rozgrywkach drugiej ligi bułgarskiej i wywalczył historyczny awans do pierwszej ligi. W debiutanckim sezonie w ekstraklasie Bułgarii zajął ostatnie 16. miejsce i wrócił do drugiej ligi. W 1987 roku klub po raz drugi awansował do pierwszej ligi Bułgarii. W sezonach 1989/1990, 1990/1991 i 1993/1994 zajął w niej 8. miejsce, najwyższe w swojej historii. W sezonie 1994/1995 spadł do drugiej ligi.

## Stadion
Domowe mecze klub rozgrywa na stadionie o nazwie Łokomotiw, który może pomieścić 16 tysięcy widzów.

## Sukcesy
- II liga
  - mistrzostwo (1): 1962/1963
  - wicemistrzostwo (2): 1955, 1986/1987
- Puchar Bułgarii:
  - półfinał: 1947, 1986/1987

## Historia występów w pierwszej lidze
| Sezon     | Pozycja      | M  | Pkt. | Z  | R | P  | GZ | GS |
| --------- | ------------ | -- | ---- | -- | - | -- | -- | -- |
| 1963/1964 | 16. (spadek) | 30 | 23   | 9  | 5 | 16 | 29 | 49 |
| 1987/1988 | 13.          | 30 | 25   | 11 | 3 | 16 | 41 | 57 |
| 1988/1989 | 12.          | 30 | 26   | 11 | 4 | 15 | 26 | 45 |
| 1989/1990 | 8.           | 30 | 30   | 11 | 8 | 11 | 28 | 32 |
| 1990/1991 | 8.           | 30 | 29   | 13 | 3 | 14 | 42 | 39 |
| 1991/1992 | 11.          | 30 | 26   | 9  | 8 | 13 | 23 | 39 |
| 1992/1993 | 9.           | 30 | 29   | 10 | 9 | 11 | 31 | 37 |
| 1993/1994 | 8.           | 30 | 38   | 11 | 5 | 12 | 25 | 39 |
| 1994/1995 | 14. (spadek) | 30 | 33   | 10 | 3 | 17 | 35 | 53 |

## Skład na sezon 2015/2016
| Nr | Poz. | Piłkarz                  |
| -- | ---- | ------------------------ |
| 1  | BR   | Płamen Kolew             |
| 5  | PO   | Iwajło Michajłow         |
| 6  | OB   | Atanas Fidanin (kapitan) |
| 7  | PO   | Simeon Meczew            |
| 8  | PO   | Milen Żelew              |
| 10 | NA   | Tichomir Kanew           |
| 11 | PO   | Krasen Trifonow          |
| 13 | PO   | Atanas Dimitrow          |
| 19 | OB   | Milen Sawow              |
| 23 | OB   | Denisław Micakow         |
| 26 | OB   | Marian Iwanow            |

| Nr | Poz. | Piłkarz          |
| -- | ---- | ---------------- |
| 33 | BR   | Paweł Petkow     |
| 39 | NA   | Dimityr Aleksiew |
| 66 | PO   | Antonij Bałakow  |
| 71 | OB   | Iwo Charizanow   |
| 77 | NA   | Martin Sandow    |
| 83 | OB   | Iwan Penew       |
| 87 | BR   | Radosław Raszkow |
| 88 | PO   | Jordan Apostołow |
| 91 | PO   | Erik Poczanski   |
| 93 | NA   | Dimityr Bajdakow |
|    | NA   | Aymen Souda      |

## Reprezentanci kraju grający w klubie
Stan na marzec 2016.
| - Saszo Angełow - Georgi Bonew - Angeł Czerwenkow - Bonczo Genczew - Walentin Ignatow | - Iwajło Jordanow - Stefan Łachcziew - Iwan Wasilew - Ilija Weliczkow |